# Хелль, Эрнст
Эрнст-Эберхард Хелль (нем. Ernst-Eberhard Hell; 19 сентября 1887 — 15 сентября 1973) — немецкий офицер, участник Первой и Второй мировых войн, генерал артиллерии, кавалер Рыцарского креста с Дубовыми листьями.

## Начало военной карьеры
В марте 1906 года поступил на военную службу фанен-юнкером (кандидат в офицеры) в артиллерийский полк. С августа 1907 года — лейтенант.

## Первая мировая война
С октября 1914 года — старший лейтенант. Командовал батареей. С октября 1915 года — капитан. Награждён Железными крестами обеих степеней, а также баварским и австрийским орденами и двумя турецкими наградами.

## Между мировыми войнами
Продолжил службу в рейхсвере. К началу Второй мировой войны — командир 269-й пехотной дивизии, генерал-майор.

## Вторая мировая война
В мае — июне 1940 года — участвовал во Французской кампании. Награждён планками к Железным крестам обеих степеней (повторное награждение).
С июля 1940 года — генерал-лейтенант. С августа 1940 года — командир 15-й пехотной дивизии.
С 22 июня 1941 года — участвовал в германо-советской войне. Бои в Белоруссии, затем в районе Смоленска и на Московском направлении.
С 8 января 1942 года — командующий 7-м армейским корпусом (в районе Можайска, Гжатска). С февраля 1942 года — в звании генерал артиллерии. В июне 1942 года — награждён Золотым немецким крестом.
В феврале 1943 года — награждён Рыцарским крестом (за бои в районе Воронежа).
В 1944 году — бои на Украине. В июне 1944 года — награждён Дубовыми листьями к Рыцарскому кресту. В августе 1944 года — взят в советский плен в районе Ясс (Румыния). Отпущен на свободу в октябре 1955 года.

## Награды
- Железный крест (1914) 2-го класса (11 сентября 1914) (Королевство Пруссия)
- Железный крест (1914) 1-го класса (14 августа 1916) (Королевство Пруссия)
- Орден «За военные заслуги» 4-го класса с мечами (Королевство Бавария)
- Крест «За военные заслуги»3-го класса с воинским отличием (Австро-Венгрия)
- Медаль Лиакат в серебре с мечами (Османская империя)
- Железный полумесяц (Османская империя)
- Почётный крест Первой мировой войны 1914/1918 с мечами (1934)
- Пряжка к Железному кресту (1939) 2-го класса (12 мая 1940)
- Пряжка к Железному кресту (1939) 1-го класса (17 мая 1940)
- Немецкий крест в золоте (14 июня 1942)
- Рыцарский крест Железного креста с дубовыми листьями
  - рыцарский крест (№ 1535) (1 февраля 1943)
  - дубовые листья (№ 487) (4 июня 1944)
- Упоминание в Вермахтберихт (12 марта 1944)